# Поствілл
Поствілл (англ. Postville) — містечко в Канаді, у провінції Ньюфаундленд і Лабрадор.

## Населення
За даними перепису 2016 року, містечко нараховувало 177 осіб, показавши скорочення на 14,1%, порівняно з 2011-м роком. Середня густина населення становила 89,4 осіб/км².
З офіційних мов обидвома одночасно не володів жоден з жителів, тільки англійською — 175. Усього 5 осіб вважали рідною мовою не одну з офіційних.
Працездатне населення становило 65,5% усього населення, рівень безробіття — 31,6% (60% серед чоловіків та 25% серед жінок). 94,7% осіб були найманими працівниками, а 0% — самозайнятими.

## Клімат
Середня річна температура становить -1,5°C, середня максимальна – 15,2°C, а середня мінімальна – -20,8°C. Середня річна кількість опадів – 907 мм.
| Клімат поселення                              | Клімат поселення | Клімат поселення | Клімат поселення | Клімат поселення | Клімат поселення | Клімат поселення | Клімат поселення | Клімат поселення | Клімат поселення | Клімат поселення | Клімат поселення | Клімат поселення | Клімат поселення |
| Показник                                      | Січ.             | Лют.             | Бер.             | Квіт.            | Трав.            | Черв.            | Лип.             | Серп.            | Вер.             | Жовт.            | Лист.            | Груд.            |                  |
| Середній максимум, °C                         | −12,92           | −12,55           | −6,72            | 0,37             | 6,29             | 12,01            | 14,92            | 15,15            | 10,85            | 5,22             | −0,82            | −8,83            |                  |
| Середня температура, °C                       | −16,87           | −16,53           | −10,68           | −3,61            | 2,34             | 8,06             | 11,99            | 12,19            | 7,93             | 2,26             | −3,75            | −11,79           |                  |
| Середній мінімум, °C                          | −20,83           | −20,51           | −14,64           | −7,55            | −1,62            | 4,09             | 9,03             | 9,25             | 4,95             | −0,69            | −6,71            | −14,73           |                  |
| Норма опадів, мм                              | 73               | 73               | 73               | 58               | 55               | 81               | 97               | 88               | 81               | 79               | 73               | 76               |                  |
| Середньомісячна швидкість вітру, м/с          | 6.70             | 6.51             | 6.36             | 5.82             | 5.03             | 5.00             | 4.63             | 4.79             | 5.53             | 5.99             | 6.44             | 6.72             |                  |
| Середньомісячна сонячна радіація, кДж/м²·день | 2930             | 6102             | 10776            | 15642            | 17819            | 18599            | 17685            | 14195            | 9579             | 5286             | 2939             | 2079             |                  |
| --------------------------------------------- | ---------------- | ---------------- | ---------------- | ---------------- | ---------------- | ---------------- | ---------------- | ---------------- | ---------------- | ---------------- | ---------------- | ---------------- | ---------------- |
| Джерело:                                      |                  |                  |                  |                  |                  |                  |                  |                  |                  |                  |                  |                  |                  |